# Telostegus argyrellus
Telostegus argyrellus (лат.) — вид дорожных ос рода Telostegus семейства Pompilidae. Северная Африка. Западная Азия. Охотятся на пауков. В пустынях эмирата Дубая (Dubai Desert Conservation Reserve, ОАЭ) отмечены на цветках Содомского яблока (Calotropis procera, Asclepiadoideae) и Zygophyllum qatarense.